# سنجنوغورسك
سنجنوغورسك (بالروسية: Снежногорск) هي إحدى مدن روسيا في الكيان الفدرالي الروسي مورمانسك أوبلاست.